# Луцій Віпстан Мессалла (військовий трибун)
Луцій Віпстан Мессала (Lucius Vipstanus Messalla; близько 47 — бл. 80) — політичний, державний та військовий діяч, видатний красномовець часів ранньої Римської імперії, письменник.

## Життєпис
Походив зі стану вершників Віпстанів. Син Мессали Віпстана Галла, консула-суффекта 48 року. 
У 69 році Віпстан Мессала обіймав посаду військового трибуна в армії Марка Апонія Сатурніна, легата Мезії. Разом з останнім на чолі VII Клавдієвого легіону вирушив до Італії, щоб об'єднатися з військами, які перейшли на бік Веспасіана. Під Вероною військо збунтувалося проти Сатурніна. Мессала безуспішно намагався захистити свого командира, але той змушений був тікати, і командування перейшло до Антонія Прима. Мессала брав участь в облозі Кремони, битві при Бедріаке, захопленні Риму.
У 70 році виступив у сенаті на захист свого зведеного брата, донощика Марка Аквілія Регула. Помер у молодому віці, тому що про його подальшу кар'єру нічого невідомо.

## Творчість
Написав спогади про військову кампанію на боці Веспасіана, в якій брав участь. Володів видатними здібностями красномовця. Зображений Тацитом як один з персонажів діалогу «Про красномовців».